# Batken (distrikt)
Batkenskiy Rayon (ryska: Баткенский Район) är ett distrikt i Kirgizistan.   Det ligger i oblastet Batken, i den sydvästra delen av landet, 500 km sydväst om huvudstaden Bisjkek.